# Ојленбис
Ојленбис (њем. Eulenbis) општина је у њемачкој савезној држави Рајна-Палатинат. Једно је од 50 општинских средишта округа Кајзерслаутерн. Према процјени из 2010. у општини је живјело 507 становника. Посједује регионалну шифру (AGS) 7335006.

## Географски и демографски подаци
Ојленбис се налази у савезној држави Рајна-Палатинат у округу Кајзерслаутерн. Општина се налази на надморској висини од 385 метара. Површина општине износи 4,0 km². У самом мјесту је, према процјени из 2010. године, живјело 507 становника. Просјечна густина становништва износи 128 становника/km².

## Међународна сарадња
| Мјесто    | Држава               | Врста сарадње | Од    |
| --------- | -------------------- | ------------- | ----- |
| Кингсбриџ | Уједињено Краљевство | партнерство   | 1990. |
|           | Француска            | партнерство   | 1987. |
|           | Руанда               | партнерство   | 1987. |
| Извор     |                      |               |       |